# Карюг (река)
Карюг — река в Вологодской и Костромской областях России, левый приток Вохмы. Длина реки составляет 78 км, площадь водосборного бассейна — 306 км².

## Данные водного реестра
По данным государственного водного реестра России относится к Верхневолжскому бассейновому округу, водохозяйственный участок реки — Ветлуга от истока до города Ветлуга, речной подбассейн реки — Волга от впадения Оки до Куйбышевского водохранилища (без бассейна Суры). Речной бассейн реки — (Верхняя) Волга до Куйбышевского водохранилища (без бассейна Оки).
Код объекта в государственном водном реестре — 08010400112110000040984.

### Притоки
(км от устья)
- 11 км: река Полуденка (лв)
- 36 км: река Северная Большая (лв)